# Hirinaba curytibana
Hirinaba curytibana es una especie de molusco gasterópodo de la familia Strophocheilidae en el orden de los Stylommatophora.

## Distribución geográfica
Es endémica de Brasil. 